# Công nghệ thời trang
Công nghệ thời trang là một bộ phim truyền hình được thực hiện bởi Hãng phim Truyền hình Thành phố Hồ Chí Minh, Đài Truyền hình Thành phố Hồ Chí Minh do Đỗ Phú Hải làm đạo diễn. Phim phát sóng vào lúc 18h00 từ Chủ nhật đến thứ 4 hàng tuần bắt đầu từ ngày 1 tháng 12 năm 2010 và kết thúc vào ngày 30 tháng 3 năm 2011 trên kênh HTV9.

## Nội dung
Công nghệ thời trang lấy đề tài xã hội thời hiện đại trong bối cảnh một công ty thời trang, may mặc, cụ thể hoàn cảnh kinh doanh Tổng Công ty May mặc Sài Gòn với người đứng đầu công ty là Tổng giám đốc Trần Hiền (Đỗ Phú Hải) trong quy chế "phân bổ" hạn ngạch xuất khẩu.

## Diễn viên
- Trương Minh Quốc Thái trong vai Lê Văn
- Cao Minh Đạt trong vai Quang Trường
- Đinh Y Nhung trong vai Hoàng Vy
- Trí Quang trong vai Phan Nghị
- Lâm Bảo Như trong vai Mi Khánh
- Hoàng Anh trong vai Minh Thu
- Quốc Hùng trong vai Thứ trưởng Nam Hoàng
- Lâm Thùy Linh trong vai Thu Hường
- Hoàng Phi trong vai Mạnh Thái
- Linh Phi trong vai Kim Trân

Cùng một số diễn viên khác....

## Nhạc phim
- Chốn quay về

Sáng tác: Lê Quang
Thể hiện: Phương Thanh – Nguyên Thảo
- Thiên đường còn xa

Sáng tác: Lê Quang
Thể hiện: Cam Thơ – Phương Thùy

## Giải thưởng
| Năm  | Giải thưởng    | Hạng mục                                | (Người) đề cử         | Kết quả       | Tham khảo |
| ---- | -------------- | --------------------------------------- | --------------------- | ------------- | --------- |
| 2011 | Giải Cánh diều | Phim truyện truyền hình                 | —                     | Cánh diều bạc | [ 4 ]     |
| 2011 | Giải Cánh diều | Biên kịch xuất sắc                      | Nguyễn Mạnh Tuấn      | Đoạt giải     | [ 4 ]     |
| 2011 | Giải Cánh diều | Nam diễn viên chính xuất sắc            | Cao Minh Đạt          | Đoạt giải     | [ 4 ]     |
| 2012 | HTV Awards     | Nam diễn viên phụ được yêu thích nhất   | Cao Minh Đạt          | Đề cử         | [ 5 ]     |
| 2012 | HTV Awards     | Nam diễn viên chính được yêu thích nhất | Trương Minh Quốc Thái | Đề cử         | [ 5 ]     |